# Piet Piraat en het vliegende schip
Piet Piraat en het Vliegende Schip is een Vlaamse kinderfilm uit 2006. Het is de tweede film over kapitein Piet Piraat en zijn vrienden Stien Struis, Berend Brokkenpap en Steven Stil. De film is een productie van Studio 100 filmproducties en werd geregisseerd door Bart Van Leemputten. De film kwam in de bioscoop op 11 oktober 2006.

## Verhaal
Op een nacht vaart De Scheve Schuit tegen een vreemd schip. Als Piet en zijn maatjes een kijkje nemen aan boord van dit spookachtige schip blijkt de bemanning vervloekt te zijn. Allen zijn ze omgetoverd tot stenen beelden. Piet wil de vloek verbreken omdat hij een oogje heeft op de kapitein van het schip, Kapitein Marylin. Al snel blijkt de oplossing het schip zelf te zijn. Het schip is namelijk een vliegend schip! Om het schip te laten vliegen, is een blauwe parel nodig. Die kan enkel gevonden worden op oestereiland,  een eiland bewoond door vleesetende planten(K3). De piraten gaan erheen, behalve Stien. Zij blijft achter om het plan te verstoren, gezien ze jaloers is op Marylin. 

## Rolverdeling
| Acteur                 | Personage                | Opmerkingen |
| ---------------------- | ------------------------ | ----------- |
| Peter Van De Velde     | Piet Piraat              |             |
| Dirk Bosschaert        | Berend Brokkenpap        |             |
| Dirk Van Vooren        | Steven Stil              |             |
| Anke Helsen            | Stien Struis             |             |
| Vivienne van den Assem | Kapitein Marylin         |             |
| Kathleen Aerts         | Gele Vleesetende plant   | Stem        |
| Karen Damen            | Rode Vleesetende plant   | Stem        |
| Kristel Verbeke        | Zwarte Vleesetende plant | Stem        |